# Норы (деревня)
Норы — деревня в Зиминском районе Иркутской области России. Входит в состав Ухтуйского муниципального образования.

## География
Находится примерно в 7 км к северо-востоку от районного центра.

## Население
| 2002 | 2010 | 2011 | 2012 |
| ---- | ---- | ---- | ---- |
| 340  | ↗341 | →341 | ↗346 |

По данным Всероссийской переписи, в 2010 году в деревне проживал 341 человек (168 мужчин и 173 женщины).